# Nowyja Dziatławiczy
Nowyja Dziatławiczy (biał. Новыя Дзятлавічы; ros. Новые Дятловичи, Nowyje Diatłowiczi) – wieś na Białorusi, w obwodzie homelskim, w rejonie homelskim, w sielsowiecie Szarpiłauka, nad Sożą.